# Eliminatoria al Campeonato Juvenil de la AFC 2004
La Eliminatoria al Campeonato Juvenil de la AFC 2004 fue la ronda clasificatoria que debieron jugar los equipos juveniles de Asia para avanzar a la ronda final del torneo a jugarse en Malasia y que otorgaba 4 plazas para la Copa Mundial de Fútbol Sub-20 de 2005.
La eliminatoria consistió de 15 grupos eliminatorios de donde el ganador de cada grupo clasificaba junto al anfitrión Malasia a la fase final del torneo.

## Grupo 1
Los partidos se jugaron en Catar del 19 al 23 de septiembre.
| País   | J | G | E | P | GF | GC | Pts |
| ------ | - | - | - | - | -- | -- | --- |
| Catar  | 2 | 1 | 1 | 0 | 2  | 1  | 4   |
| UAE    | 2 | 0 | 2 | 0 | 2  | 2  | 2   |
| Líbano | 2 | 0 | 1 | 1 | 1  | 2  | 1   |

| Equipo 1               | Resultado | Equipo 2               |
| ---------------------- | --------- | ---------------------- |
| Emiratos Árabes Unidos | 1-1       | Catar                  |
| Catar                  | 1-0       | Líbano                 |
| Líbano                 | 1-1       | Emiratos Árabes Unidos |

## Grupo 2
Los partidos se jugaron en Jordania del 19 al 23 de septiembre.
| País     | J | G | E | P | GF | GC | Pts |
| -------- | - | - | - | - | -- | -- | --- |
| Irak     | 2 | 2 | 0 | 0 | 3  | 0  | 6   |
| Baréin   | 2 | 1 | 0 | 1 | 1  | 1  | 3   |
| Jordania | 2 | 0 | 0 | 2 | 0  | 3  | 0   |

| Equipo 1 | Resultado | Equipo 2 |
| -------- | --------- | -------- |
| Irak     | 1-0       | Baréin   |
| Baréin   | 1-0       | Jordania |
| Jordania | 0-2       | Irak     |

## Grupo 3
Los partidos se jugaron en Siria del 19 al 23 de septiembre.
| País      | J | G | E | P | GF | GC | Pts |
| --------- | - | - | - | - | -- | -- | --- |
| Siria     | 2 | 2 | 0 | 0 | 10 | 2  | 6   |
| Kuwait    | 2 | 1 | 0 | 1 | 8  | 5  | 3   |
| Palestina | 2 | 0 | 0 | 2 | 2  | 13 | 0   |

| Equipo 1  | Resultado | Equipo 2  |
| --------- | --------- | --------- |
| Siria     | 4-1       | Kuwait    |
| Kuwait    | 7-1       | Palestina |
| Palestina | 1-6       | Siria     |

## Grupo 4
Los partidos se jugaron en Yemen del 19 al 23 de septiembre.
| País           | J | G | E | P | GF | GC | Pts |
| -------------- | - | - | - | - | -- | -- | --- |
| Yemen          | 2 | 2 | 0 | 0 | 3  | 0  | 6   |
| Omán           | 2 | 1 | 0 | 1 | 1  | 1  | 3   |
| Arabia Saudita | 2 | 0 | 0 | 2 | 0  | 3  | 0   |

| Equipo 1       | Resultado | Equipo 2       |
| -------------- | --------- | -------------- |
| Arabia Saudita | 0-1       | Omán           |
| Omán           | 0-1       | Yemen          |
| Yemen          | 2-0       | Arabia Saudita |

## Grupo 5
Los partidos se jugaron en Mirpur, Bangladés del 1 al 5 de diciembre.
| País      | J | G | E | P | GF | GC | Pts |
| --------- | - | - | - | - | -- | -- | --- |
| Nepal     | 2 | 1 | 1 | 0 | 4  | 1  | 4   |
| Bangladés | 2 | 1 | 1 | 0 | 2  | 1  | 4   |
| Pakistán  | 2 | 0 | 0 | 2 | 0  | 4  | 0   |

| Equipo 1  | Resultado | Equipo 2  |
| --------- | --------- | --------- |
| Bangladés | 1-0       | Pakistán  |
| Pakistán  | 0-3       | Nepal     |
| Nepal     | 1-1       | Bangladés |

## Grupo 6
Los partidos se jugaron en Uzbekistán del 19 al 23 de septiembre.
| País       | J | G | E | P | GF | GC | Pts |
| ---------- | - | - | - | - | -- | -- | --- |
| Uzbekistán | 2 | 2 | 0 | 0 | 8  | 0  | 6   |
| Sri Lanka  | 2 | 0 | 1 | 1 | 0  | 3  | 1   |
| Bután      | 2 | 0 | 1 | 1 | 0  | 5  | 1   |

| Equipo 1   | Resultado | Equipo 2   |
| ---------- | --------- | ---------- |
| Uzbekistán | 3-0       | Sri Lanka  |
| Sri Lanka  | 0-0       | Bután      |
| Bután      | 0-5       | Uzbekistán |

## Grupo 7
Los partidos se jugaron en Irán del 19 al 23 de septiembre.
| País       | J | G | E | P | GF | GC | Pts |
| ---------- | - | - | - | - | -- | -- | --- |
| Irán       | 2 | 2 | 0 | 0 | 8  | 1  | 6   |
| Tayikistán | 2 | 1 | 0 | 1 | 4  | 3  | 3   |
| Afganistán | 2 | 0 | 0 | 2 | 1  | 9  | 0   |

| Equipo 1   | Resultado | Equipo 2   |
| ---------- | --------- | ---------- |
| Irán       | 2-1       | Tayikistán |
| Tayikistán | 3-1       | Afganistán |
| Afganistán | 0-6       | Irán       |

## Grupo 8
Los partidos se jugaron en Turkmenistán del 19 al 23 de septiembre.
| País         | J | G | E | P | GF | GC | Pts |
| ------------ | - | - | - | - | -- | -- | --- |
| Turkmenistán | 2 | 2 | 0 | 0 | 4  | 0  | 6   |
| Kirguistán   | 2 | 0 | 1 | 1 | 0  | 2  | 1   |
| India        | 2 | 0 | 1 | 1 | 0  | 2  | 1   |

| Equipo 1     | Resultado | Equipo 2     |
| ------------ | --------- | ------------ |
| India        | 0-0       | Kirguistán   |
| Kirguistán   | 0-2       | Turkmenistán |
| Turkmenistán | 2-0       | India        |

## Grupo 9
Los partidos se jugaron en Vietnam del 19 al 23 de septiembre.
| País    | J | G | E | P | GF | GC | Pts |
| ------- | - | - | - | - | -- | -- | --- |
| Vietnam | 2 | 2 | 0 | 0 | 9  | 2  | 6   |
| Myanmar | 2 | 1 | 0 | 1 | 5  | 2  | 3   |
| Brunéi  | 2 | 0 | 0 | 2 | 3  | 13 | 0   |

| Equipo 1 | Resultado | Equipo 2 |
| -------- | --------- | -------- |
| Vietnam  | 1-0       | Myanmar  |
| Myanmar  | 5-1       | Brunéi   |
| Brunéi   | 2-8       | Vietnam  |

## Grupo 10
Los partidos se jugaron en Laos el 25 y 27 de septiembre.
| Equipo 1 | Agr. | Equipo 2 | Ida | Vuelta |
| -------- | ---- | -------- | --- | ------ |
| Laos     | 6-0  | Camboya  | 1-0 | 5-0    |

## Grupo 11
Los partidos se jugaron en Yakarta, Indonesia del 10 al 14 de diciembre.
| País      | J | G | E | P | GF | GC | Pts |
| --------- | - | - | - | - | -- | -- | --- |
| Indonesia | 2 | 2 | 0 | 0 | 7  | 0  | 6   |
| Filipinas | 2 | 1 | 0 | 1 | 2  | 4  | 3   |
| Maldivas  | 2 | 0 | 0 | 2 | 0  | 5  | 0   |

| Equipo 1  | Resultado | Equipo 2  |
| --------- | --------- | --------- |
| Indonesia | 3-0       | Maldivas  |
| Maldivas  | 0-2       | Filipinas |
| Filipinas | 0-4       | Indonesia |

## Grupo 12
Los partidos se jugaron en Singapur el 21 y 23 de octubre. Timor Oriental abandonó el torneo.
| Equipo 1  | Agr. | Equipo 2 | Ida | Vuelta |
| --------- | ---- | -------- | --- | ------ |
| Tailandia | 4-0  | Singapur | 2-0 | 2-0    |

## Grupo 13
Los partidos se jugaron en Japón del 19 al 23 de septiembre.
| País   | J | G | E | P | GF | GC | Pts |
| ------ | - | - | - | - | -- | -- | --- |
| Japón  | 2 | 2 | 0 | 0 | 14 | 0  | 6   |
| Taiwán | 2 | 1 | 0 | 1 | 3  | 7  | 3   |
| Macao  | 2 | 0 | 0 | 2 | 0  | 10 | 0   |

| Equipo 1 | Resultado | Equipo 2 |
| -------- | --------- | -------- |
| Japón    | 7-0       | Taiwán   |
| Taiwán   | 3-0       | Macao    |
| Macao    | 0-7       | Japón    |

## Grupo 14
Los partidos se jugaron en Corea del Sur el 21 y el 23 de octubre. Corea del Norte abandonó el torneo.
| Equipo 1      | Agr. | Equipo 2 | Ida  | Vuelta |
| ------------- | ---- | -------- | ---- | ------ |
| Corea del Sur | 22-0 | Mongolia | 12-0 | 10-0   |

## Grupo 15
Los partidos se jugaron en China del 19 al 23 de octubre.
| País      | J | G | E | P | GF | GC | Pts |
| --------- | - | - | - | - | -- | -- | --- |
| China     | 2 | 2 | 0 | 0 | 10 | 0  | 6   |
| Hong Kong | 2 | 1 | 0 | 1 | 9  | 2  | 3   |
| Guam      | 2 | 0 | 0 | 2 | 0  | 17 | 0   |

| Equipo 1  | Resultado | Equipo 2  |
| --------- | --------- | --------- |
| China     | 2-0       | Hong Kong |
| Hong Kong | 9-0       | Guam      |
| Guam      | 0-8       | China     |

## Clasificados al Campeonato Juvenil de la AFC
| - Catar - Irak - Siria - Yemen - Nepal | - Uzbekistán - Irán - Vietnam - Laos - Indonesia | - Turkmenistán - Tailandia - Japón - Corea del Sur - China |